# Бой у станции Сара
Бой у станции Сара — одно из решающих сражений Орского участка Юго-Западного фронта, совместная военная операция башкирского войска и казаков. 

## Ход событий
Войска Красной армии были разделены на две части 27 сентября 1918 года, задачей одной из которых являлась оборона Орска от башкирского войска и казаков и затем отход в Актобе. Задачей другой части являлось отвлечение башкирского войска и казаков от наступления на Орск (по другой версии для захвата Оренбурга). В ходе сражения войска Красной армии были разбиты и отступили в Актобе. В ходе успешного сражения башкирскому войску и казакам удалось относительно легко взять Орск. 

### Участие башкирского войска
В ходе успешного выполнения своих задач многие башкирские военные удостоились наград от белого командования. 